# حمیدرضا توکلی
حمیدرضا حسن‌زاده توکلی (متولد ۱۳۵۵) ادب‌پژوه ایرانی و استادیار گروه ادبیات فارسی دانشگاه سمنان است. او برای نگارش کتاب از اشارت‌های دریا برگزیدهٔ کتاب سال ایران و جایزهٔ جلال آل احمد شد.